# Hester Goodsell
Hester Sophia Goodsell (Londres, 27 de junio de 1984) es una deportista británica que compitió en remo. Ganó cuatro medallas de bronce en el Campeonato Mundial de Remo entre los años 2005 y 2011.

## Palmarés internacional
| Campeonato Mundial | Campeonato Mundial | Campeonato Mundial | Campeonato Mundial  |
| Año                | Lugar              | Medalla            | Prueba              |
| ------------------ | ------------------ | ------------------ | ------------------- |
| 2005               | Kaizu (Japón)      | Medalla de bronce  | Cuatro scull ligero |
| 2006               | Eton (Reino Unido) | Medalla de bronce  | Cuatro scull ligero |
| 2009               | Poznań (Polonia)   | Medalla de bronce  | Doble scull ligero  |
| 2011               | Bled (Eslovenia)   | Medalla de bronce  | Doble scull ligero  |